# Resolución 963 del Consejo de Seguridad de las Naciones Unidas
La resolución 963 del Consejo de Seguridad de las Naciones Unidas fue aprobada unánimemente el 29 de noviembre de 1994, tras haber examinado la petición de la República de Palaos para poder ser miembro de las Naciones Unidas. En esta resolución, el Consejo recomendó a la Asamblea General la aceptación de Palaos como miembro.